# Chris Harris, Jr.
Pour les articles homonymes, voir Harris et Chris Harris.
(en) Statistiques sur pro-football-reference
Christopher Harris, Jr., dit Chris Harris, né le 18 juin 1989 à Tulsa dans l'Oklahoma, est un sportif professionnel américain de football américain qui a évolué au poste de cornerbackdans la National Football League (NFL) pendant 12 saisons.
Non sélectionné lors de la draft 2011 de la NFL, il est engagé en tant qu'agent libre par la franchise des Broncos de Denver où il joue pendant 9 saisons (2011-2019) avant de rejoindre les Chargers de Los Angeles (2020-2021) pour terminer sa carrière avec les Saints de La Nouvelle-Orléans (2022).
Avec les Broncos, il est sélectionné dans l'équipe des meilleurs rookies 2011 et il remporte le Super Bowl 50 24 à 10 joué contre les Panthers de la Caroline au terme de la saison 2015. Il est sélectionné à quatre reprises pour le Pro Bowl, dans l'équipe NFL de la décennie 2010 et dans l'équipe All-Pro 2016.
Au niveau universitaire, il a joué pendant quatre saisons pour les Jayhawks de l'université du Kansas dans la NCAA Division I FBS et sa Big 12 Conference.
Il annonce le 30 avril 2024 prendre se retraite sportive de la NFL. En tant que professionnel dans la NFL, il comptabilise 621 plaquages, 6 sacks, 97 passes déviées, 22 interceptions, 7 fumbles forcés et 4 touchdowns défensifs.
Harris est également connu pour ses activités caritatives, créant en 2013 la « Fondation Chris Harris Jr. » venant en aide aux enfants dans le besoin.